# Xenoglena yunnanensis
Xenoglena yunnanensis is een keversoort uit de familie schorsknaagkevers (Trogossitidae). De wetenschappelijke naam van de soort werd in 1907 gepubliceerd door Albert Léveillé.